# Tetuan (metrostation)
Tetuan is een metrostation in de wijk Eixample in het centrum van de Spaanse stad Barcelona.
Het station is onderdeel van de Metro van Barcelona en wordt gebruikt voor lijn 2.
Het is gelegen in zone 1 langs de Carrer de Girona.
Het is geopend in 1995 toen metrolijn 2 werd geopend in Barcelona. Het station is genoemd naar het gelijknamige plein bovengronds dat op zijn beurt is genoemd naar de veldslag bij Tétouan in Marokko die Spanje won in 1860.
Paral·lel · Sant Antoni · Universitat · Passeig de Gràcia · Tetuan · Monumental · Sagrada Família · Encants · Clot · Bac de Roda · Sant Martí · La Pau · Verneda · Artigues | Sant Adrià · Sant Roc · Gorg · Pep Ventura · Badalona P. F.